# Live from the Royal Albert Hall
Albums de The Killers
Day and Age
(2008)
Live From The Royal Albert Hall est un album live et DVD du groupe de rock américain The Killers. Il est sorti le 9 novembre 2009 au Royaume-Uni, au Canada et aux États-Unis. L'album est tiré à partir de deux lives dans lesquels le groupe s'est produit au Royal Albert Hall en juillet 2009. 
L'œuvre d'art reprend le style visuel de la maquette du troisième album studio du groupe, Day & Age, et a été conçue par l'artiste Paul Normansell.

## Liste des chansons
1. Human
2. This Is Your Life
3. Somebody Told Me
4. For Reasons Unknown
5. The World We Live In
6. Joy Ride
7. I Can't Stay
8. Bling (Confession Of A King)
9. Shadowplay
10. Smile Like You Mean It
11. Losing Touch
12. Spaceman
13. A Dustland Fairytale
14. Sam's Town (Acoustic)
15. Read My Mind
16. Mr. Brightside
17. All These Things That I've Done
18. Sweet Talk
19. This River Is Wild
20. Bones
21. Jenny Was A Friend Of Mine
22. When You Were Young
23. Tranquilize - Oxegen Festival
24. Human - Hyde Park
25. Mr. Brightside - Hyde Park
26. Smile Like You Mean It - V Festival
27. When You Were Young - V Festival